# Lázár Lovász
Lázár Lovász, född 24 maj 1942 i Satu Mare i nuvarande Suceava i Rumänien, död 17 april 2023 i Pécs, Ungern, var en ungersk friidrottare som tävlade i släggkastning.
Lovász blev olympisk bronsmedaljör i släggkastning vid sommarspelen 1968 i Mexico City.